# Байрон, Уолтер (хоккеист)
Уолтер «Уолли» Байрон (англ. Jacob Walter "Wally" Byron; 2 сентября 1894 — 22 декабря 1971) — канадский хоккеист.

## Биография
Уолтер Байрон родился 2 сентября 1894 года в Виннипеге (провинция Манитоба), в семье эмигрантов из Исландии и Англии. Отец Бьёрн Байрон (1849—1930), мать Маргарет Байрон (1856—1941). С 1912 по 1916 год работал клерком и бухгалтером в Континентальной нефтяной компании.
В этот период стал игроком клуба «Виннипег Фэлконс». В 1916 году Уолтер, вместе с другими игроками клуба, поступил на службу в 223-й канадо-скандинавский батальон и играл в армейской хоккейной команде. В 1917 году батальон был переброшен в Европу и с апреля участвовал в сражениях Первой мировой войны.
После войны Уолтер Байрон играл за восстановленный клуб «Виннипег Фэлконс» и в 1920 году вместе с командой одержал победу в кубке Аллана,
что позволило «Соколам из Виннипега» попасть на хоккейный турнир летних Олимпийских игр. Сборная Канады, составленная из игроков «Виннипег Фэлконс», выиграла золотые медали.
После Олимпиады сочетал спортивную и профессиональную карьеру.
В 1924 году женился на Инге Торбергсон (1902—1989), в браке с которой имел двух детей Роберта и Беверли.
Уолтер Байрон умер в Виннипеге в 1971 году, включён в Зал хоккейной славы Манитобы.